# Magarnāt-e Seh
Magarnāt-e Seh (persiska: مگرنات سه) är en ort i Iran.   Den ligger i provinsen Khuzestan, i den centrala delen av landet, 500 km sydväst om huvudstaden Teheran. Magarnāt-e Seh ligger 31 meter över havet och antalet invånare är 160.
Terrängen runt Magarnāt-e Seh är mycket platt. Runt Magarnāt-e Seh är det ganska tätbefolkat, med 129 invånare per kvadratkilometer. Närmaste större samhälle är Magarnāt-e Yek, 1,5 km söder om Magarnāt-e Seh. Omgivningarna runt Magarnāt-e Seh är i huvudsak ett öppet busklandskap.